# Kanton Le Puy-en-Velay-Sud-Ouest
Der Kanton Le Puy-en-Velay-Sud-Ouest war von 1973 bis 2015 ein französischer Wahlkreis im Arrondissement Le Puy-en-Velay, im Département Haute-Loire und in der Region Auvergne in Frankreich; sein Hauptort war Le Puy-en-Velay. Sein Vertreter im Conseil général war zuletzt von 2008 bis 2015 Marc Boléa (Divers droite).
Der Kanton umfasste einen Teil der Stadt Le Puy-en-Velay sowie die Gemeinde Vals-près-le-Puy. 

## Bevölkerungsentwicklung
| 1990 | 1999 | 2006 | 2011 |
| ---- | ---- | ---- | ---- |
| 8249 | 8119 | 8018 | 8358 |